# ادمیرال اسکوفیلد
آدمیرال اسکوفیلد (انگلیسی: Admiral Schofield؛ زادهٔ ۳۰ مارس ۱۹۹۷) بازیکن بسکتبال اهل ایالات متحده آمریکا است.